# Geberzylinder
Der Geberzylinder ist ein Bestandteil einer hydraulischen Betätigung. Diese Betätigung besteht immer aus einem Geberzylinder und einem Nehmerzylinder, die durch eine Druckleitung miteinander verbunden sind. Die Aufgabe einer derartigen Anordnung ist es, eine Kraft von A nach B zu übertragen und ggf. zu verstärken.

## Funktionsweise

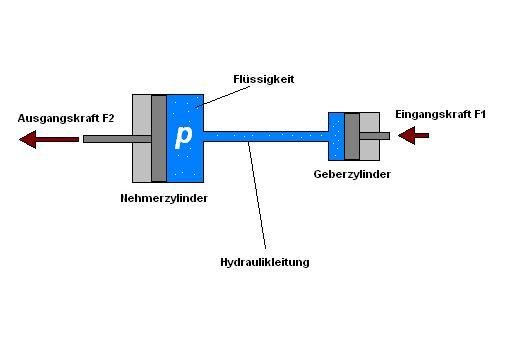
Funktionsweise

Auf den Geberzylinder (Primärkolben, kleiner Durchmesser) wirkt eine Eingangskraft F1, diese wird wiederum über die Fläche (A1) des Geberzylinders auf die Flüssigkeit übertragen, dadurch entsteht ein Druck p.
{\displaystyle p={\frac {F_{1}}{A_{1}}}}
Dieser Druck p gelangt über die Hydraulikleitung zum Nehmerzylinder (Sekundärkolben, großer Durchmesser).
Dadurch, dass der Nehmerzylinder einen größeren Durchmesser besitzt, wird die Ausgangskraft F2 verstärkt.
{\displaystyle F_{2}=p\times A_{2}}

## Anwendung
Der Geberzylinder wird bei Automobilen im Hydrauliksystem von Bremse und Kupplung verwendet. Er lässt durch einen schwachen Tritt auf dem Pedal eine starke Kraft auf den Bremssattel bzw. die Kupplungsscheibe wirken.